# Alfi Nipič

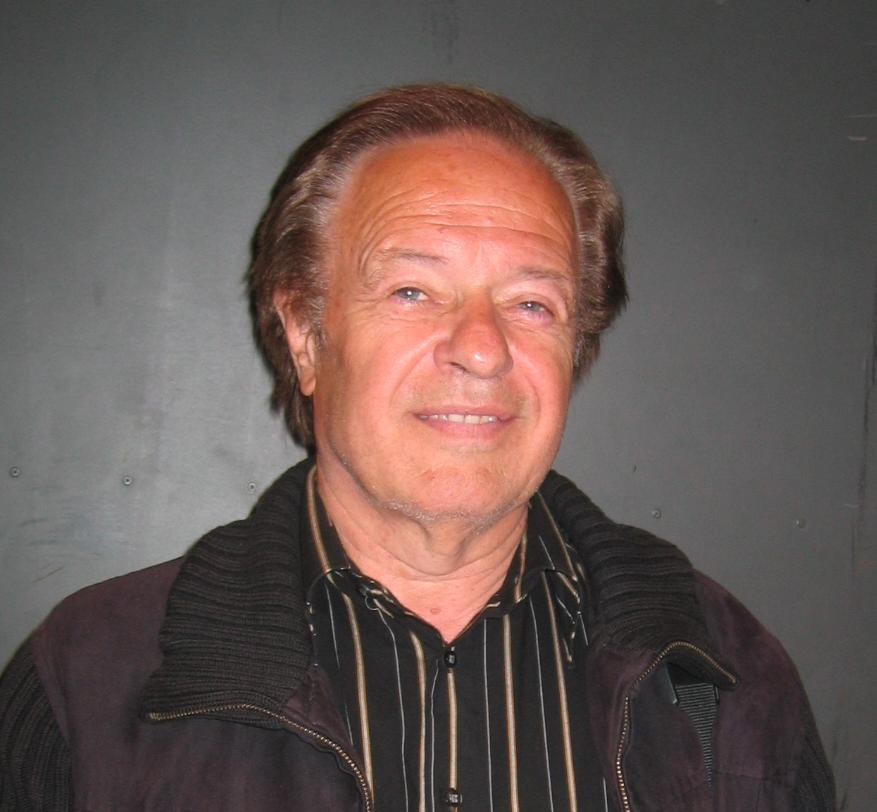
Alfi Nipič

Alfi Nipič (* 17. September 1944 in Maribor) war seit etwa 1974 Sänger der volkstümlichen slowenischen Gruppe Slavko Avsenik und seine Original Oberkrainer. Nach deren Auflösung Anfang der 1990er Jahre gründete er sein eigenes Ensemble, „Original Oberkrainer Alfi“, das auch in Österreich und Kanada konzertierte. Heute tritt er gelegentlich mit der Oberkrainer-Gruppe von Slavkos Enkel Sašo Avsenik auf.

## Bekannte Lieder
- Slowenien, du mein Heimatland (ursprünglich in deutscher Sprache nicht von ihm gesungen)
- Mein Dackel
- Ich bleib Musikant
- Heja, Heja
- Es ist so schön ein Musikant zu sein